# Jan Burgert
Jan Burgert (1931 – 2012) è stato un cestista e allenatore di pallacanestro olandese.

## Carriera
Da allenatore ha guidato la nazionale femminile a sei edizioni dei Campionati europei (1958, 1960, 1966, 1968, 1970, 1972).